# میرزا آقاخان کرمانی
میرزا عبدالحسین کرمانی معروف به میرزا آقاخان کرمانی، (۱۲۷۰ هجری قمری/۱۸۵۴ میلادی – ۱۳۱۴ هجری قمری/۱۸۹۶ میلادی) نویسنده، روشنفکر، و از نمونه‌های ممتاز نسل اول ملی‌گرایان سکولار بود. او در مشیز، روستایی در جنوب غربی کرمان، در یکی از خانواده‌های معتبر محلی با پیش‌زمینه‌ای غنی در تصوف متولد شد. تحصیلات سنتی را در زبان‌های فارسی و عربی، ادبیات و صرف و نحو، فن بیان، منطق، ریاضیات، فقه، تاریخ و الهیات پشت سر گذاشت. او که شیفته ایده‌های اخلاقی بود، تحصیلات خود را در فلسفه ادامه داد. از طریق یکی از معلمینش، حاجی سید جواد کربلایی، بابیه را کشف کرد و ظاهراً به آن گروید، اما به پی‌جویی ایدئولوژی‌ها و آیین‌های نوین ادامه داد. در سال ۱۳۰۱ قمری، مختصری متصدی دریافت مالیات بخش بردسیر بود، مسئولیتی که به او اجبار شده بود و او آن را به دیگران واگذار کرد، و پس از مشاجره‌ای با حاکم که کرمانی را مسئول کسری پرداخت‌ها می‌دانست پایان یافت. او در سی سالگی تصمیم به ترک ولایت خود کرد. پس از دو سال زندگی در اصفهان که در خدمت ظل السلطان به کار مشغول بود و به یک حلقه ادبی پیوسته بود که به بحث دربارهٔ ایده‌های نو و مترقی می‌پرداخت، چند ماهی را در تهران گذراند و در سال ۱۳۰۳ قمری تا حدّی برای فرار از تلاش مستمر مقامات کرمان برای استرداد او به کرمان، به مشهد و از آنجا از طریق رشت و بادکوبه به استانبول رفت. در همان سال سفر کوتاهی به قبرس داشت و در آنجا با میرزا یحیی نوری معروف به صبح ازل، رهبر شاخه بابی ازلی، دیدار و با دختر او ازدواج کرد. او در ده سال باقیمانده عمرش در پایتخت عثمانی ماند.
میرزا آقاخان را می‌توان در کنار میرزا فتحعلی آخوندزاده از بنیان‌گذاران ناسیونالیسم نوین ایرانی دانست. وی به همراه دو هم‌فکر خود احمد روحی و میرزا حسن‌خان خبیرالملک در تبریز به طرز فجیعی سر بریده شدند. پوست سر آن‌ها را کندند و در سر آن‌ها کاه کردند و به تهران ارسال کردند.

## زندگی
پدرش میرزا عبدالرحیم مشیزی، از خان‌های بردسیر کرمان و از پیروان آیین یارسان (اهل حق) بود. مادرش نیز نوهٔ میرزا محمدتقی کرمانی معروف به مظفرعلی‌شاه کرمانی (از هواداران مشتاق علی شاه کرمانی) بود. بنا به گفته فریدون آدمیت در کتاب اندیشه‌های میرزا آقاخان کرمانی، جده پدری او از زرتشتیان کرمان بود که بعداً مسلمان شده بودند و شاید همین موضوع در علاقه او به دین باستانی ایران، تأثیر داشت. میرزا آقا خان در سال ۱۲۷۰ هجری قمری (۱۲۳۲ خورشیدی) در قلعهٔ مشیز از بلوکات بردسیر زاده شد.
وی خواندن و نوشتن را در بردسیر آموخت و برای ادامهٔ تحصیلات راهی کرمان شد و در آن‌جا فقه و اصول، حدیث و روایت، تاریخ ملل و نحل، ریاضیات، طب، نجوم، منطق، حکمت و عرفان آموخت. معروف‌ترین استاد وی در این دوران، ملا محمد جعفر کرمانی ملقب به شیخ العلماء بود و بارها در زمان ناصر الدین شاه به جرم بابی‌گری زندان شده بود. به دلیل همنشینی میرزا آقاخان با شیخ جعفر و شیخ احمد روحی فرزند شیخ جعفر، وی با اندیشه‌های شیخ احمد احسائی آشنایی پیدا کرد و تمایلاتی نسبت به بابیت پیدا کرد. البته اعتقاد قلبی او ازلی بوده است نه بابی. او همچنین همانند شیخ احمد روحی داماد یحیی صبح ازل بوده است و رگه‌های اندیشه بابی در افکار او به وضوح مشهود است گرچه همانند ازلی‌ها گرایشی شدید به اسلام‌گرایی داشته است.
در ۱۳۰۲ هجری قمری (۱۲۶۳ خورشیدی) با شیخ احمد روحی از کرمان هجرت کرد و به اصفهان رفت. ورود او به اصفهان همراه با تشکیل یک سری جلسات سری و خصوصی شد که بانی آن سید میرزا هادی دولت‌آبادی نماینده صبح ازل در ایران بود. از دیگر حاضران در این جلسات میرزا نصرالله بهشتی ملقب به ملک المتکلمین و سید جمال الدین واعظ اصفهانی پدر محمد علی جمال زاده بودند. در اوایل سال ۱۳۰۳ هجری قمری (۱۲۶۴ خورشیدی) میرزا آقاخان همراه شیخ احمد به تهران می‌رود. چندی در تهران به تدریس قرآن مشغول بود و با حاجی میرزا یحیی دولت‌آبادی مصاحبت داشت. میرزا آقاخان که به دلیل توطئهٔ مادر و برادر از کرمان فراری شده بود، در تهران نیز نتوانست بماند و سپس از آن‌جا با شیخ احمد به حاکم رشت مؤید الدوله پناه بردند، اما به دلیل دسیسه چینی حاکم کرمان، ناصرالدوله، مجبور به ترک رشت و هجرت به استانبول شدند. پس از مدتی برای دیدار با مدعی نیابت باب، صبح ازل افندی راهی قبرس شدند. سفر به قبرس همراه با ازدواج میرزا آقاخان و شیخ احمد با دختران صبح ازل بود. گرچه پس از بازگشت از استانبول این دو ازدواج به جدایی انجامید و میرزا و شیخ سرخورده به بغداد رفتند. پس از این قضایا میرزا آقاخان در دمشق، «کتاب رضوان» را نگارش کرد و به رسم آن روزگار، دیباچهٔ آن را به سلطان عبدالحمید، پادشاه عثمانی تقدیم کرد تا از کرامات سلطانی بهره گیرد اما مقرری پادشاه کفاف زندگی میرزا را نمی‌داد.
در همین دوران شیخ احمد روحی کتاب هشت بهشت را دربارهٔ فرقه ازلی بابیه و ضد آیین بهایی می‌نویسد و احتمالاً از اندیشه‌های میرزا آقاخان نیز کمک می‌گیرد. با اینحال ادوارد براون ایران‌شناس و پژوهشگر بهاییت و بابیت تأکید دارد که هشت بهشت منسوب به شیخ احمد روحی است و نه میرزا آقاخان. هرچند خود میرزا آقاخان در نامه به ادوارد براون می‌نویسد که صاحب واقعی این اثر نه او و نه شیخ احمد که سید جواد کربلایی از شاگردان و مریدان سید باب است.
فقر شدید در این دوران میرزا را مجبور به نامه نگاری به میرزا ملکم خان می‌کند و از او تقاضای کمک می‌کند. ملکم در آن دوران در لندن، روزنامه قانون را منتشر می‌کرد و بالنسبه شخص پرنفوذی به‌شمار می‌رفت. در سال ۱۳۱۰ (۱۲۷۱ خورشیدی) زمانی که مکاتبات ملکم و میرزا ادامه داشت، سید جمال‌الدین اسدآبادی، به دعوت سلطان عثمانی به استانبول می‌آید. تز اتحاد اسلامی سید جمال مورد استقبال بسیاری از ایرانیان در تبعید از جمله میرزا آقاخان و شیخ احمد روحی قرار می‌گیرد و همکاری این دو و میرزا حسن خان خیبر الملک در انجمن شیعیان با سیدجمال آغاز می‌گردد. مرام نامهٔ این انجمن مبتنی بر اتحاد جهان اسلام و بازگشت به احکام صدر اسلام بود. در این دوران شیفتگی به سید در تمامی احوالات میرزا آقاخان مشهود بود. اما به مرور زمان، مشاهدهٔ کم‌کاری و عدم مبارزه طلبی سید جمال باعث سرشکستگی و ناامیدی میرزا می‌شود به گونه‌ای که وی در یکی از نامه‌هایش می‌نویسد: «حضرت شیخ «سید جمال» در خانه خود به استقلال نشسته و چند نفر نوکر گرفته از صبح تا شام به پذیرایی مردم مختلف از هندی و تازی و افغانستانی و مصری و ایرانی و ترک و سودانی مشغولند و غیر از این هیچ کاری ندارند.»
میرزا آقاخان که زمانی «جنگ هفتاد و دو ملت» را به منظور آگاهی بخشی و رهایی و اتحاد جهان اسلام نوشته بود، بر اثر مشاهده فساد حاکم در دستگاه سلطنت عثمانی و ایران و همچنین محافظه کاری و بی عملی سید جمال به یک باره منتقد دین و نقش آن در جامعه می‌شود. دیدگاه‌های وی در این مورد در دو اثر آخر وی، «سه مکتوب» و «رساله صد خطابه» مشهود است. او در «سه مکتوب»، با نقد حمله اعراب و حکومت‌های بعد از اسلام، رؤیای حکومت پیش از اسلام را در سر دارد. «سه مکتوب» سرشار از اندیشه‌های ناب میهنی است. ادعا نامه‌ای است شورانگیز تا ایرانیان را در پیشگاه دادگاه و وجدان تاریخ معصوم جلوه دهد. تیغ نقادی میرزا علاوه بر اسلام دامن بابیت که زمانی خود از مبلغان آن بود را نیز می‌گیرد به گونه‌ای که مذهب باب را از مذاهب مخترعه و کلاً باطل و خارج از صراط مستقیم می‌داند.
احمد کسروی دربارهٔ میرزا آقاخان کرمانی و احمد روحی می‌نویسد:
نخست در ایران همچون دیگران شیعی می‌بوده‌اند، سپس در آنجا ازلی گردیده‌اند و دختران صبح ازل را به زنی گرفته‌اند، سپس به یکبار بی‌دین گردیده آشکاره طبیعی گری نموده‌اند، و در پایان کار به سید جمال الدین اسدآبادی پیوسته و باز به مسلمانی گراییده و به همدستی او به اتحاد اسلام کوشیده‌اند. (احمد کسروی، تاریخ مشروطه، جلد اول، چ ۱۶، ۱۳۶۳)
شیخ هادی نجم‌آبادی، یکی از مجتهدان مشهور تهران در دوران پادشاهی ناصرالدین شاه و مظفرالدین شاه قاجار بوده است. وی را باید یکی از تأثیرگذاران مهم تاریخ معاصر ایران دانست که هم در زمینه فکر تجددخواهی و هم در مسائل سیاسی ایران، مؤثر بوده است. افکار و اندیشه‌های شیخ را در کتاب تحریرالعقلاء می‌توان جست. وی را نزدیکترین روحانی‌های ساکن ایران به سید جمال‌الدین دانسته‌اند. نامه‌هایی که یاران سید جمال‌الدین، همچون میرزا آقاخان کرمانی و شیخ احمد روحی، برای شیخ هادی نجم‌آبادی می‌فرستادند، گاه از چنان حساسیتی برخوردار بود که در صورت کشف، کشته شدن نامه‌رسان را در پی داشت.

## اعدام

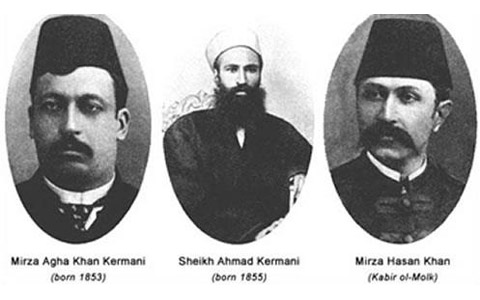
از چپ میرزا آقا خان کرمانی، شیخ احمد روحی، میرزا حسن خان خبیرالملک

پس از کشته شدن ناصرالدین‌شاه، دولت عثمانی، احمد روحی، خبیرالملک و میرزا آقاخان را که در طرابوزان زندانی کرده بود، به ایران تحویل داد. در سال ۱۳۱۴ هجری قمری مطابق با ۱۷ ژوئیه ۱۸۹۶ میلادی، (۱۲۷۵ خورشیدی) محمدعلی میرزا ولیعهد، آنان را به اتهام بابی بودن در باغ شمال تبریز سربرید و سرها را پر از کاه کرده به تهران فرستادند.
زمانی که میرزا رضا کرمانی، ناصرالدین شاه را ترور کرد و مورد بازجویی قرار گرفت. میرزا رضا کرمانی در بازجویی ابراز داشت که با میرزا آقاخان و سید جمال و ایرانیان استامبول آشنا شده است. سید جمال او را که مورد ستم عین الدوله واقع شده و چندی در ایران در زندان بوده ملامت می‌کند که چرا حق خود را نگرفتی.
مظفرالدین شاه، سه نفر را از دولت عثمانی مطالبه می‌کند و می‌گوید این‌ها مباشرین ترور ناصرالدین شاه هستند. سلطان عبدالحمید از بیم جان خود دستور می‌دهد او و احمد روحی و میرزا حسن خان خبیرالملک را با راهنمایی علاءالملک دستگیر و به ایران گسیل دارند. مأموران دولت عثمانی آن‌ها را تحت‌الحفظ تا سرحد آورده و از طرف ایران هم رستم خان سرتیپ سواره از تبریز با عده‌ای سوار ابواب جمعی خودش از سرحد تحویل گرفته و در عمارت دولتی حبس می‌نماید. در باغ شمال محمد علی میرزا ولیعهد خودش با میرغضب بر بالین آن‌ها آمده و شروع به استنطاق می‌نماید و سر این سه تن را در پای بوته نسترن کاخ می‌برد و سرها پر از کاه می‌کند و برای مظفرالدین شاه می‌فرستد.
در سال ۱۲۷۴ خورشیدی (۱۳۱۳ قمری) که آخرین سال پادشاهی ناصرالدین شاه می‌بود، علاءالملک سفیر ایران دستگیر گردانیدن اینان (میرزا آقاخان کرمانی و حاجی شیخ احمد روحی و حاجی میرزا حسنخان خبیرالملک) را از دربار عثمانی خواست، و چنان‌که در تاریخ بیداری نوشته، بسلطان چنین وانمود که در شورش ارمنیان که سال پیش از آن رو داده بوده، اینان دست داشته‌اند. با دستور سلطان، این سه تن را گرفته به طرابزون فرستادند، و در آنجا بزندان انداختند.
مهدی گنجوی با استناد به نامه‌ای پیش از افضل الملک، که آن را تنها یک ماه بعد از دستگیری آن دو و در استانبول نوشته است، تاریخ دستگیری را بیست و هفت جمادی‌الاول سال هزار و سیصد و سیزده/ ۱۵ نوامبر ۱۸۹۵ تعیین کرده است.
چون در همان سال کشته شدن ناصرالدین شاه با دست میرزا رضای کرمانی رخ داد، و در آن باره به سید جمال‌الدین بدگمانی‌ها می‌رفت، از اینان هم چشم نپوشیدند. بخواهش دولت آنان را تا مرز آورده و بایرانیان سپردند، و از آنجا به تبریز آوردند و هر سه را بکشتند.

## تأثیر او بر اندیشهٔ ایرانیان
خود میرزا آقاخان بسیار تأثیر گرفته از سلف پیشین خود میرزا فتحعلی آخوندزاده بود. میرزا آقاخان کتاب سه مکتوب را بر همان اسلوب و سبک مکتوبات آخوندزاده نوشته و حتی بخش‌هایی از سه مکتوب بازنویسی مکتوبات آخوندزاده است؛ ولی در بسیاری از بخش‌ها از جمله نقد ادیان و دشمنی با اعراب و ستایش فرهنگ باستانی ایران، قلمش راسخ‌تر، صریح‌تر و کوبنده‌تر بوده و گاه شور و احساسش بر منطق چیرگی یافته است. رساله صد خطابه که نیمه کاره مانده، اثری است اصیل که از سه مکتوب هم صریح‌اللهجه‌تر است. در واقع می‌توان گفت این دو کتاب تکمیل و نقطه کمال راهیست که فتحعلی آخوندزاده آغاز کرده بود. نویسندگانی همچون احمد کسروی، صادق هدایت، علی دشتی، صادق چوبک و محمد علی جمالزاده…، کم و بیش از آقاخان کرمانی، تأثیر گرفته بودند ولی هیچ‌کدام نخواستند یا نتوانستند به همین اندازه بی‌پرده و صریح‌اللهجه به مسائل حساس جامعه ایرانی بپردازند.

## آثار
- سه مکتوب (در نقد دین؛ متأثر از مکتوبات کمال‌الدوله میرزا فتحعلی آخوندزاده)
- مقالات در نشریه اختر چاپ استانبول
- جنگ هفتاد و دو ملت
- انشاءالله و ماشاءالله
- نامه باستان یا سالارنامه
- آیین سخنوری یا نامه سخن
- آئینه سکندری یا تاریخ باستان
- رساله صد خطابه
- تکوین و تشریح
- هشت بهشت، نوشته میرزا آقاخان کرمانی و احمد روحی دربارهٔ احکام آیین بیانی و پاره‌ای از وقایع تاریخی
- ریحان بوستان افروز
- رضوان